# Bataille de Guoloph
La bataille de Guoloph est une bataille du Ve siècle en Grande-Bretagne, opposant les chefs bretons insulaires Ambrosius Aurelianus et Vortigern.

## Dans l'Historia Brittonum
Geoffroy de Monmouth nous donne une description rapide de la bataille dans son œuvre historique, au chapitre 66 :
« et a regno guorthigirni usque ad discordiam guitolini et ambrosii anni sunt duodecim,

quod est guoloppum; id est catguoloph. guorthigirnus autem tenuit imperium in brittannia

theodosio et ualentiniano consulibus et in quarto anno regni

sui saxones ad brittanniam uenerunt felice et tauro consulibus

quadringentesimo anno ab incarnatione domini nostri iesu christi. »
— Nennius, Vllle siècle
        
« depuis le début du règne de Vortigern jusqu'à la querelle entre Vitalinus et Ambrosius Aurelianus, il y a douze années

et Guolupum (Guoloph); et aussi Catguoloph. Vortigern régnait en Bretagne

quand Théodose et Valentinien furent consuls; et en sa quatrième année de règne,

les Saxons vinrent en Grande-Bretagne sous le consulat de Felice et Tauro

à la quatre centième année de l'incarnation de notre seigneur Jésus Christ. »

## Date et lieu
Le lieu de Nether Wallop est un choix plutôt aisé : Wallop serait une déformation de Guoloph et le village montre des signes d'activité militaire à l'âge du fer, dont le site a été souvent fouillé entre 1968 et 1988.
Malgré les informations du moine Nennius relativement précises, la date de la bataille est très vague : 437, 440 ou encore 458, les historiens n'ont toujours pas tranché, faute de sources fiables.
Les belligérants et la victoire ne sont pas connus, mis à part un homme nommé Vitalinus et un autre, connu des historiens comme Ambrosius Aurelianus. Selon la date et le siècle, il est très probable que ces hommes se sont associés (malgré leurs désaccords) pour battre les Saxons. Étonnamment, dans le même texte, il est dit que plusieurs batailles du même type ont été remportées par le roi Arthur.